# Maksa

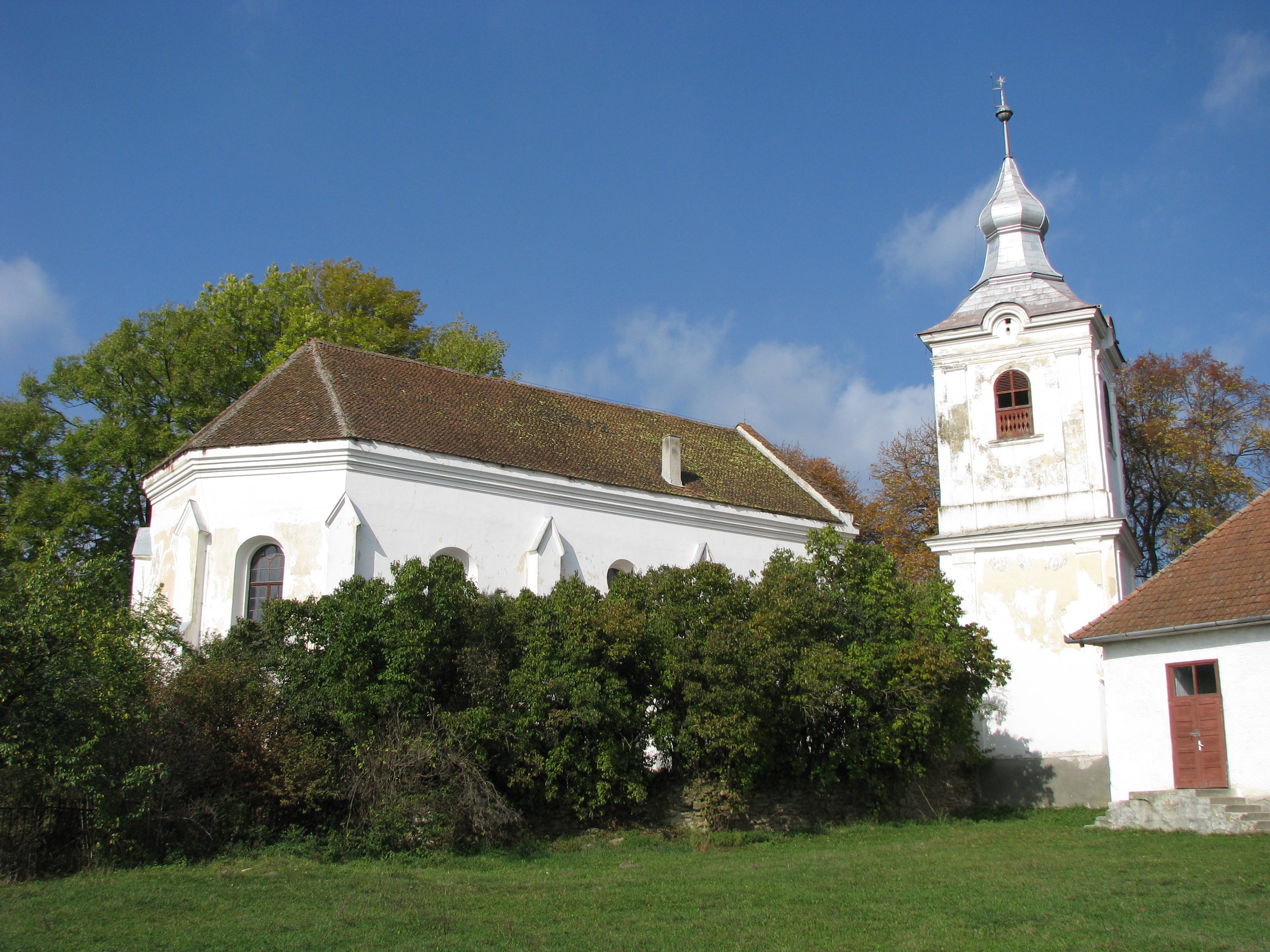
Református templom

Maksa (románul Moacșa) községközpont Romániában, Kovászna megyében.

## Fekvése
Sepsiszentgyörgytől 14 km-re keletre, az Óriáspince-tető lábánál, a Maksa-pataknak a Besenyő-patakba való ömlésénél fekszik.

## Története
1332-ben Moya néven említik először. A falutól délkeletre a Lencsekút nevű helyen neolit telep maradványait tárták fel. Belterületén 2.- 3. századi római telep nyomaira bukkantak. Református vártemploma 13. századi eredetű, a 15. század végén gótikus stílusban átépítették. 1893-ban lebontották és helyébe 1894 és 1900 között újat építették. Erőd jellegére már csak a középkori harangtorony emlékeztet, melynek szomszédságában az egykori várfal csekély nyomai látszanak. Az 1940-es földrengés a templomot súlyosan megrongálta.
A toronyban egy 1531-ben készült harang található Soli Deo gloria felirattal. Rajta emberfejeket ábrázoló érmék vannak.
A régi templom falát a Szent László legendát ábrázoló falfreskó díszítette, erről Huszka József színes akvarell másolatot készített 1892-ben. Ez a Magyar Néprajzi Múzeumban található. Ugyancsak a régi templomot 1766-ban készült kazettás mennyezet díszítette, ezt a gyülekezet díjtalanul átadta a budapesti Iparművészeti Múzeumnak, ahol ma is látható.
1630 és 1739 között itt tartották Háromszék közgyűléseit. 1660-ban a Barcsay Ákos fejedelem ellen fellázadt székelyek itt határozták el jogaik védelmét. 1704-ben a falut császári seregek égették fel. 1910-ben 760 lakosából 759 magyar volt. A trianoni békeszerződésig Háromszék vármegye Sepsi járásához tartozott. 1992-ben 937 lakosából 894 magyar, 26 cigány és 18 román volt.

## Híres emberek
- Itt született Őse Péter (1599-?), professzor, író
- Itt született Jancsó Lajos (1858–1932), egyháztörténész, valláskönyv szerző
- Itt született Jancsó Sándor (1867–1943), református lelkész, kátéíró
- Itt született Cseke István, labdarúgó

## További információk

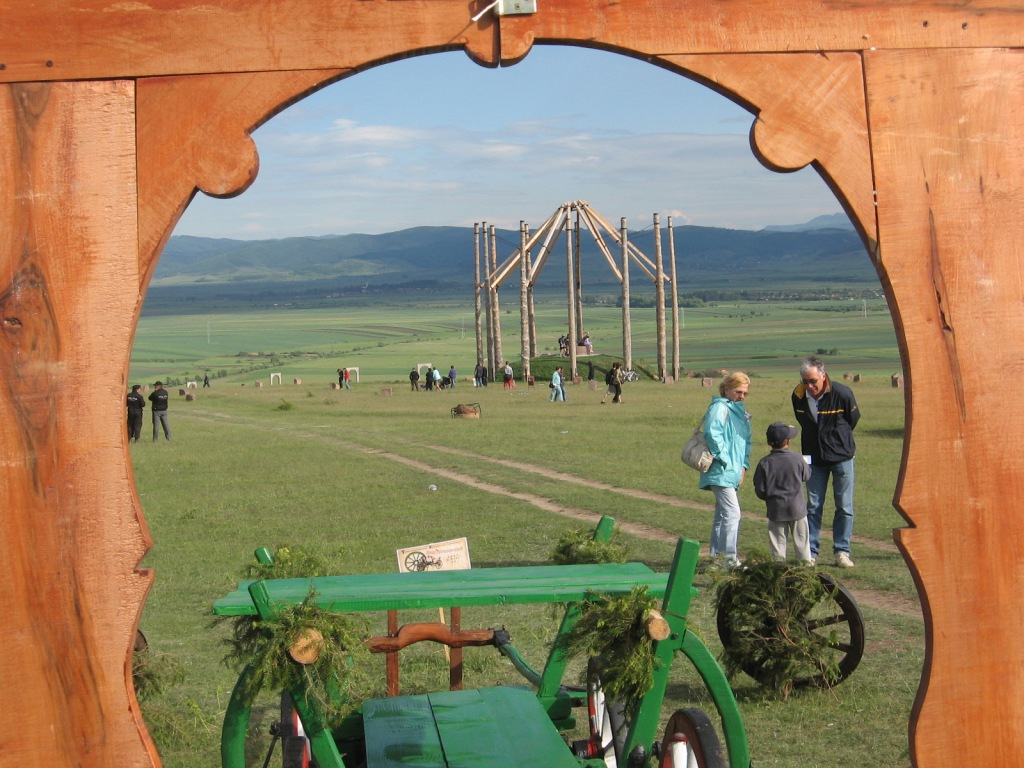
Óriás-pincetető, Háromszéki Turisztikai Napok